# Église à pans de bois
Les églises à pans de bois sont un ensemble architectural principalement rencontré en Champagne-Ardenne comprenant différents édifices religieux allant du XVe au XIXe siècle dont la caractéristique commune est d'être totalement, ou en partie, construits en pans de bois et non en briques ou en pierres, matériaux plus nobles utilisés d'habitude.

## Raisons de l'utilisation des pans de bois
La principale raison de l'utilisation des pans de bois est une question d'économie et de rapidité d'élévation. En effet, avec ce système, l'édifice revenait moins cher et se trouvait opérationnel plus rapidement. De plus, la région d'implantation comporte de vastes étendues de forêts (elle couvre 40 % du département de la Haute-Marne), tandis que le sol argileux ne permet pas l'extraction de pierres. Ainsi, à Vitry-le-François, l'église a d'abord été construite en pans de bois avant d'être remplacée, petit à petit, par l’église actuelle.
Il est reconnu aujourd'hui que certaines de ces églises n'ont pas été considérées à leur construction comme édifice de deuxième ordre ou provisoire, mais que le pan de bois a été utilisé à des fins d'esthétique et dans l'optique d'une utilisation sur la durée.

## Reconnaissances
Le XXe siècle a vu la redécouverte  de ce patrimoine, notamment par les classements aux monuments historiques, les restaurations et préservations, comme le démontage et remontage à l'identique de l’église de Nuisement avant la mise en eau du lac du Der.
Une route touristique balisée à la jonction des départements de la Marne, de l'Aube et de la Haute-Marne a été mise en place par les offices du tourismes concernés avec géocaching et application mobile dédiée.

## Liste des églises en Champagne
| Édifice                                           | Commune                       | Département | Époque                | Notes | Coordonnées                 | Photo |
| ------------------------------------------------- | ----------------------------- | ----------- | --------------------- | --- | --------------------------- | ----- |
| Église Saint-Maurice                              | Arrigny                       | Marne       | XVIIe siècle          | | 48° 37′ 20″ N, 4° 42′ 31″ E |       |
| Église de l'Exaltation-de-la-Sainte-Croix         | Bailly-le-Franc               | Aube        | XVIe siècle           | Inscrite MH (1926) | 48° 31′ 21″ N, 4° 39′ 15″ E |       |
| Église Notre-Dame                                 | Châtillon-sur-Broué           | Marne       | XVIe siècle           | Inscrite MH (1977) | 48° 32′ 45″ N, 4° 42′ 17″ E |       |
| Église Saint-Marcel-et-Notre-Dame-de-l'Assomption | Chauffour-lès-Bailly          | Aube        | XVIe siècle           | | 48° 19′ 45″ N, 4° 11′ 47″ E |       |
| Église Notre-Dame                                 | Drosnay                       | Marne       | XVIe – XVIIIe siècles | Classée MH (1982) Détruite par un incendie en en 2023. | 48° 34′ 28″ N, 4° 36′ 47″ E |       |
| Église Saint-Martin                               | Juzanvigny                    | Aube        | XIIe – XVIe siècles   | | 48° 24′ 50″ N, 4° 35′ 16″ E |       |
| Église Saint-Jacques-et-Saint-Philippe            | Lentilles                     | Aube        | XVIe siècle           | Classée MH (1933) | 48° 29′ 01″ N, 4° 36′ 39″ E |       |
| Église Saint-Julien-l'Hospitalier-et-Saint-Blaise | Longsols                      | Aube        | 1483-1493             | Inscrite MH (1926) | 48° 25′ 55″ N, 4° 17′ 14″ E |       |
| Église Saint-Quentin                              | Mathaux                       | Aube        | 1761                  | Inscrite MH (1926) | 48° 22′ 24″ N, 4° 28′ 38″ E |       |
| Église Saint-Jean-Baptiste                        | Morembert                     | Aube        | XVIe – XVIIIe siècles | | 48° 30′ 07″ N, 4° 19′ 52″ E |       |
| Église Saint-Nicolas                              | Outines                       | Marne       | XVIe siècle           | Classée MH (1964) | 48° 33′ 15″ N, 4° 39′ 01″ E |       |
| Église Saint-Hubert                               | Pars-lès-Chavanges            | Aube        |                       | Inscrite MH (1988) | 48° 30′ 26″ N, 4° 29′ 50″ E |       |
| Église Saint-Léger                                | Saint-Léger-sous-Margerie     | Aube        | XVe – XVIIe siècles   | Inscrite MH (1987) | 48° 31′ 51″ N, 4° 29′ 19″ E |       |
| Église Saint-Jean-Baptiste de Nuisement-aux-Bois  | Sainte-Marie-du-Lac-Nuisement | Marne       | XVe – XIXe siècles    | La plus ancienne église à pans de bois de Champagne. Entièrement déplacée et remontée en 1970 au musée du pays du Der avant la mise en eau du lac du Der. | 48° 36′ 30″ N, 4° 46′ 21″ E |       |
| Église de l'Assomption de Sainte-Marie            | Sainte-Marie-du-Lac-Nuisement | Marne       |                       | | 48° 36′ 21″ N, 4° 46′ 30″ E |       |
| Chapelle Saint-Jean                               | Soulaines-Dhuys               | Aube        | XVIe siècle           | Classée MH (1921) | 48° 22′ 37″ N, 4° 44′ 05″ E |       |